# Telemontecarlo
Telemontecarlo (abbreviato in TMC) è stata l'emittente televisiva privata di lingua italiana del Principato di Monaco, attiva dal 1974 al 2001.
La rete monegasca fu, negli anni settanta e nei primi anni ottanta, la principale alternativa ai canali televisivi della Rai, essendo una delle emittenti televisive internazionali in lingua italiana ricevibili nella penisola italiana.
A partire dalla metà degli ottanta, Telemontecarlo divenne sempre più un canale di nicchia, dopo l'ascesa dei canali Fininvest, in particolare di Canale 5. Nel 1990 ottenne dalla legge Mammì la concessione di trasmettere sull'intero territorio nazionale.
L'emittente era inoltre un membro dell'Unione europea di radiodiffusione.
A seguito dell'acquisizione avvenuta il 6 agosto 2000 da parte di Seat Pagine Gialle, società allora appartenente a Telecom Italia, cambiò nome in LA7 il 24 giugno 2001.

## Storia

### La nascita e la gestione Télé Monte Carlo (1974-1985)
Nacque inizialmente come costola in lingua italiana di Télé Monte Carlo, la televisione nazionale del Principato di Monaco che invece trasmetteva e trasmette tutt'oggi in lingua francese. Alcune trasmissioni in via sperimentale vi furono già dall'inizio del 1973, e lo scopo per cui era stata inaugurata questa versione in lingua italiana di Tele Monte-Carlo era quello di rispondere inizialmente alle esigenze della forte comunità italiana presente nel Principato di Monaco. Iniziò ufficialmente a trasmettere il 5 agosto 1974, un mese dopo la sentenza della Corte costituzionale italiana 10 luglio 1974, n. 225 che sanciva la legittimità degli impianti di ripetizione dei segnali televisivi esteri. Si qualificò quindi come una emittente bilingue, e fin dal primo anno diffuse i suoi programmi a colori (sistema SÉCAM, poi sostituito gradualmente dal PAL nel 1979, essendo ormai quello lo standard della totalità degli apparecchi riceventi in Italia), suscitando un immediato interesse nei telespettatori italiani (la Rai iniziò a trasmettere ufficialmente a colori solo a partire dal 1º febbraio 1977).
Le trasmissioni iniziarono alle 17:45 con il programma musicale Un peu d'amour, d'amitié et beaucoup de musique condotto da Jocelyn Hattab, che all'epoca della trasmissione ancora non parlava bene l'italiano, e da sua moglie Sophie. Trasmettendo fuori dai confini italiani (ma con una serie di ripetitori in territorio italiano tale da poter essere ben ricevuta in buona parte della penisola italiana) l'emittente diffondeva i suoi programmi anche in Italia su scala nazionale, erodendo così l'allora vigente monopolio TV diventando così (assieme alle altre due televisioni estere in lingua italiana TV Koper-Capodistria e TSI) la prima vera alternativa alle reti Rai per il pubblico italiano.
Inoltre Tele Monte-Carlo, proprio in virtù di essere una TV monegasca, poteva realizzare trasmissioni in diretta via etere e su scala nazionale, rispetto ai network privati italiani di scala nazionale, ai quali tale possibilità fu negata fino al 1991, perché era un diritto del solo servizio televisivo pubblico. Come la Rai, anche Tele Monte-Carlo era un membro dell'Eurovisione. L'ingegnere Henri de France partecipò, dal 1976 al 1980, alla creazione e al funzionamento della rete di ripetitori di Tele Monte-Carlo in Italia.
Ebbe tra i suoi primi collaboratori il giornalista sportivo Gianni Brera, che fu curatore del primo programma sportivo della rete, Puntosport, e anche Mike Bongiorno, seppur in maniera non del tutto ufficiale. Alla rete lavorò anche Indro Montanelli, che fondò nel 1976 il telegiornale della rete chiamato Le notizie del "Giornale nuovo", gestito dal quotidiano omonimo milanese, da lui stesso fondato. Il notiziario era condensato in dieci minuti, diviso in due parti: nella prima, Notiziario, un annunciatore, Antonio Devia, leggeva le notizie più importanti della giornata (i testi erano scritti dalla redazione del Giornale); nella seconda, Editoriale, appariva in video Indro Montanelli (o uno dei principali editorialisti del quotidiano: Enzo Bettiza, Mario Cervi, Cesare Zappulli), che esprimeva l'opinione sul fatto del giorno. Il commento era registrato in tarda mattinata a Milano e poi trasportato a Monaco in automobile. Dal 29 agosto 1977 il telegiornale si sdoppiò in due edizioni serali. Dal 17 gennaio al 28 agosto 1977 questo notiziario veniva preceduto dal programma serale di approfondimento giornalistico curato da Luisella Berrino intitolato Montecarlo sera, che poi avrebbe preceduto l’edizione notturna. Inoltre dal 1980 al 1982 veniva trasmesso un breve TG pomeridiano dalla durata di un quarto d'ora circa, il Monte-Carlo news.
Dal 1978 al 1980 Tele Monte-Carlo ebbe come direttore dei programmi il conduttore e autore TV Paolo Limiti, che qui ideò varie trasmissioni, tra cui la rubrica di cucina Telemenù condotta da Wilma De Angelis in seguito ribattezzata Sale, pepe e... fantasia, in onda con successo per tutti gli anni ottanta. Nel 1979 approdò sul canale monegasco anche Sandra Mondaini con il varietà di prima serata Stasera mi sento milionaria. Nel 1980 il conduttore televisivo Ettore Andenna fu per un anno direttore dei programmi. In quell'anno andarono in onda sull'emittente monegasca alcuni suoi programmi (realizzati negli studi milanesi di Antenna 3 Lombardia), quali il mattutino Telemattina e il quiz preserale Scusi, le faccio un assegno?. Sempre nel 1980 Gianfranco Funari debuttò con un programma tutto suo, il talk-show di seconda serata Torti in faccia, registrato nella sede milanese dell'emittente.
Tra le trasmissioni agli inizi degli anni ottanta, sono da ricordare i due quiz preserali Il buggzzum e Gli affari sono affari, entrambi condotti da Roberto Arnaldi (Robertino di Radio Monte Carlo).
Nel 1981 iniziarono le indiscrezioni sull'intenzione di vendere da parte della proprietà franco-monegasca della filiale in lingua italiana di Tele Monte-Carlo, TVI - TV Internazionale. Vennero rafforzate nel 1983 con l'adozione di un nuovo formato del marchio usato per la filiale, per distinguerla dalla sorella di lingua francese, che cambiò a sua volta marchio, dopo aver utilizzato per anni un unico marchio. Nel logo dell'emittente la grafia era quella francese, perciò il sostantivo Tele era scritto Télé; grafia che però non è mai stata utilizzata dalla stampa italiana. Sempre nei primi anni, nella sigla dell'Eurovisione il nome che compariva era quello di Radio Télé Monte Carlo ovvero Radio Télévision de Monte Carlo.
Il 18 marzo 1982 la Rai acquisì metà del pacchetto azionario dell'emittente dalla proprietà franco-monegasca fondatrice dell'emittente, per timore che Canale 5 si impossessasse del satellite a disposizione di Tele Monte-Carlo. Questo atto causò poco tempo dopo alcuni disguidi che sfociarono nella fuoriuscita della redazione de il Giornale dalla rete e la chiusura di Monte-Carlo news. Rimasero quindi solo due brevi telegiornali (Notizie Flash), ridotti a uno solo nel 1985. In quel periodo, inoltre, la rete replicò alcune vecchie trasmissioni della Rai, come ad esempio Lascia o raddoppia?, Studio Uno e Discoring.
A partire dalla metà degli anni ottanta la Tele Monte-Carlo italiana (che fino ad allora aveva avuto un discreto seguito in Italia) iniziò a perdere spettatori, a causa dall'avvento dei grandi network privati nazionali, soprattutto del gruppo Fininvest, finendo con ricoprire un ruolo di nicchia nel panorama televisivo italiano.

### L'arrivo di Rede Globo (1985-1990)
Il 4 agosto 1985 la stazione televisiva fu acquistata al 90% dai proprietari di Rede Globo, che le diedero come logo quello del potente network brasiliano; il restante 10% rimase di proprietà della Rai. La direzione del canale fu affidata a Herbert Fiuza, che delegò la gestione delle produzioni interne a Carlo Briani.
Con l'arrivo di Rede Globo vi fu anche l'apertura del nuovo centro di produzione TV del canale a Roma, in Piazza della Balduina 48-49. Inaugurato nel 1986, divenne lo stabilimento principale di Telemontecarlo (mentre le sedi di Monte-Carlo e Milano da allora rivestirono un ruolo sempre più marginale) e rimase in attività fino al 1998. In conseguenza di ciò, diversi programmi brasiliani furono trasmessi in versione italiana, tra cui le telenovelas (che in parte erano state precedentemente trasmesse su altri canali nazionali) Gabriela, Dancin' Days, Agua Viva, Vite rubate, Mamma Vittoria, Happy End, Giungla di cemento, Il cammino della libertà, Doppio imbroglio, Adamo contro Eva, Terre sconfinate, Potere. Oltre alle telenovelas, l'emittente diffuse miniserie e telefilm di produzione brasiliana, fra i quali Tris di cuori, Scacco alla mafia, Lampião e Maria Bonita, Roxana Banana, Anarchici grazie a Dio, Società a irresponsabilità illimitata. In quel periodo comparivano in palinsesto anche alcuni telefilm statunitensi per ragazzi fra i quali Get Smart, Batman, I misteri di Nancy Drew e Segreti e misteri. Per i più piccoli in palinsesto c'era il contenitore pomeridiano L'albero della cuccagna con gag in studio, giochi e cartoni animati giapponesi. Furono poche le autoproduzioni: il talk show Specchio della vita, il contenitore TV Donna condotto da Carla Urban, oltre al consolidato programma culinario Sale, pepe e... fantasia.
In questo periodo fu molto curato anche il telegiornale della rete, che nel febbraio 1986, con la direzione di Ricardo Pereira, affiancato da Roberto Quintini, assunse il nome di TMC News. Fu il primo in Italia a doppia conduzione (alternata fra un giornalista uomo e una giornalista donna) e con riprese (in studio) dinamiche (non statiche). 
Oltre a questi programmi venivano seguiti i festeggiamenti e le manifestazioni legate al carnevale di Rio de Janeiro mentre sul fronte sportivo furono trasmesse le partite di calcio del campionato brasiliano e della Nazionale brasiliana. Anche la parte grafica della rete aveva risentito dell'arrivo di Rede Globo, adottando alcune sigle originali del canale brasiliano e i "bumper" (molti riadattati a Roma da grafici come Fiammetta Grasselli, mentre la maggior parte delle musiche furono composte o riarrangiate da Silvio Amato), e perfino alcuni giornalisti brasiliani lavorarono per la rete, ad esempio José Altafini.

### Gli ultimi anni di Rede Globo e la gestione Montedison (1990-1995)
Nel 1987 cominciarono a circolare voci su una possibile vendita della maggioranza delle azioni di Telemontecarlo da parte di Rede Globo, probabilmente a causa dei pochi riscontri di pubblico registrati dal canale (anche se le prime rilevazioni Auditel risalgono al 1995): si mostrò interessato il gruppo Rizzoli-Corriere della Sera, all'epoca controllato per la maggior parte da una finanziaria legata alla FIAT, salvo rinunciarci due anni dopo.
Il 12 ottobre 1990 Rede Globo cedette il 40% della proprietà di Telemontecarlo alla Montedison, guidata all'epoca da Raul Gardini. Rede Globo mantenne il 50% della proprietà e la Rai il 10%.
Nel 1992 Telemontecarlo attivò un servizio di teletext (in modalità telesoftware) destinato alle utenze business, il TELEFAST, e il teletext era proseguito in fase sperimentale fino al 1995 quando viene sostituito dal TMCvideo, di impronta commerciale.
Nel 1993 la Montedison (nel frattempo passata di mano ad Arturo Ferruzzi) completò l'acquisizione dell'emittente e nominò Emmanuele Milano (già direttore di Rai 1) direttore generale.
In questo periodo la rete non sembrò possedere una linea editoriale facilmente identificabile, nonostante la presenza nella programmazione (prevalentemente a carattere sportivo) di programmi comici come Banane del 1990 (con Fabio Fazio, Gioele Dix, Paolo Hendel, Maria Amelia Monti, Silvio Orlando, David Riondino) e Teste di gomma, programma di satira politica che vedeva protagonisti pupazzi di gommapiuma che riproducevano i politici italiani; dal format di quest'ultimo programma venne poi ideato quello della trasmissione di Canale 5 Gommapiuma e nei primi anni 2010 lo stesso format è stato ripreso dal programma Gli sgommati di Sky Uno.
Vari personaggi famosi, provenienti dalle emittenti principali, trovarono un momentaneo spazio nella TV italo-monegasca, da Luciano Rispoli con Ho fatto 13!!! a Mino Damato, che nella stagione 1991-1992 condusse il programma d'approfondimento I.T., suscitando notevoli polemiche per aver trasmesso il filmato della finta esecuzione di un condannato alla sedia elettrica, e Loretta Goggi (già interprete del bumper pubblicitario dal 1987 al 1989, come il cantante Tom Petty, che invece l'aveva cantato dal 1985 al 1987 e dal 1991 al 1993, mentre Leandro Barsotti dal 1993 al 1995, infine Petty e la Goggi dal 1989 al 1991), che nella stessa stagione presentò il varietà di seconda serata Festa di compleanno (nella seconda stagione alla Goggi subentrò Gigliola Cinquetti).
Furono inoltre lanciati volti che divennero molto popolari dopo alcuni anni, come Alessia Marcuzzi (conduttrice nella stagione 1992-1993 insieme a Mauro Serio del programma per ragazzi Amici mostri); Paola Perego, alla guida del varietà Settimo squillo, in cui era affiancata dall'attore Remo Girone (la Perego conduce anche il programma di medicina Quando c'è la salute) e Tiberio Timperi, uno degli speaker del notiziario della rete, che in seguito affiancò proprio la Perego nella seconda edizione di Quando c'è la salute. Sempre in questo periodo lavorava nel canale italo-monegasco anche un'esordiente Simona Ventura, in qualità di giornalista sportiva.
Nel 1992 poté trasmettere parte delle Olimpiadi di Barcellona, accompagnate dal mini cartone belga Zoolimpics.
Dal biennio 1992-1993 il palinsesto si arricchì di nuovi programmi come La più bella sei tu e Tappeto volante di Luciano Rispoli (accompagnato in qualità di padrona di casa da Melba Ruffo, e con Rita Forte per la parte musicale), Verde Fazzuoli di Federico Fazzuoli (risposta di Telemontecarlo alla Linea verde di Rai 1) e presero l'avvio una serie di programmi sperimentali a forte innovazione attivi su target giovanili prodotti con la formula del barter da Lorenzo Torraca (finanziati da inserzionisti pubblicitari e ceduti a costo zero all'emittente) come T.R.I.B.U. con Gegè Telesforo e The Lion Trophy Show con Emily De Cesare.
Il piatto forte della rete però era lo sport, dal calcio (il canale poteva trasmettere, in quanto monegasco e membro dell'Eurovisione, le partite degli Europei e dei Mondiali, eludendo dunque l'esclusiva delle reti Rai, inoltre per la stagione 1993-1994 la Juventus vendette i diritti delle sue partite casalinghe di Coppa UEFA a TMC) alle regate di vela dell'America's Cup, passando per lo sci alpino, di cui venivano trasmesse con la telecronaca di Bruno Gattai le gare di Coppa del Mondo e i Campionati Mondiali. Punta di diamante della programmazione sportiva fu Galagoal, la trasmissione calcistica che nel 1990 aveva visto l'esordio, in qualità di conduttrice, di una giovanissima Alba Parietti, issata su un vertiginoso sgabello, insieme a un altrettanto giovane Massimo Caputi che divenne poi telecronista delle partite trasmesse da Telemontecarlo, facendo per anni coppia con l'ex calciatore Giacomo Bulgarelli.
Alba Parietti condusse sul canale italo-monegasco anche il varietà Tre donne intorno al coro assieme ad Athina Cenci e Susanna Agnelli e il talk show Corpo a corpo.
Nel 1993 Sandro Curzi, ex direttore del TG3, fu nominato direttore del TMC News. Nel 1994 arrivò dalla Rai anche Corrado Augias, che diede vita a una striscia quotidiana dopo il TG e poi a un settimanale di cultura e attualità in prima serata intitolato Domino.
La scarsa copertura del segnale, un palinsesto debole, poco competitivo e continuamente rimaneggiato e un mercato pubblicitario monopolizzato dalle reti del gruppo Fininvest (Canale 5, Italia 1 e Rete 4) furono le spine nel fianco della Telemontecarlo di Montedison, che non riuscì mai a decollare veramente.

### La gestione Cecchi Gori Group (1995-2000)
Il 20 luglio 1995 l'imprenditore Vittorio Cecchi Gori, tramite la sua società Cecchi Gori Group, dopo aver ottenuto l'assenso delle autorità del Principato di Monaco acquistò la storica emittente nel tentativo di creare, con l'altro network di sua proprietà Videomusic poi ribattezzato, il 1º giugno 1996, TMC 2, un terzo polo televisivo che spezzasse il duopolio costituito dalle reti Rai e dalle reti Mediaset (Canale 5, Italia 1 e Rete 4). Pochi mesi dopo, dal 28 aprile 1996, gli ascolti dell'emittente iniziarono a essere rilevati dall'Auditel.
Con la direzione di Michele Franceschelli (ex direttore di Rete 4) si cercò di proporre un palinsesto allettante, che potesse rappresentare un'alternativa ai colossi Rai e Mediaset. Franceschelli, però, non fece altro che proporre format già presenti sulle reti dei duopolisti (ad esempio sulla falsariga de I Bellissimi di Retequattro nella seconda serata del canale iniziò ad andare in onda il ciclo di film I Magnifici di TMC, che pescava a piene mani dalla consistente library dell'imprenditore cinematografico fiorentino).
Furono chiamati alcuni volti noti come Marco Balestri (con il talk show sentimentale Strettamente personale, in seguito riproposto dallo stesso Balestri in radio su R101), Jocelyn Hattab (assieme a Sabrina Salerno, Simona Tagli, Anna Valle e Angela Melillo conduce il game show Il grande gioco del mercante in fiera, riedizione de Il grande gioco dell'oca, altro suo programma andato in onda con successo alcuni anni prima su Rai 2, inoltre ripropose Se io fossi... Sherlock Holmes), Paola Saluzzi (già conduttrice del tg e alla guida del varietà Semaforo giallo), Toto Cutugno (con il programma musicale Sei Forte), Gianfranco D'Angelo e Cinzia Leone, insieme a una banda di comici e cantanti con il varietà Retromarsh!!! che vuole ribattere la stessa strada del vecchio Drive In di Italia 1, Luciano Rispoli (con il confermato Tappeto volante, uno dei pochi grandi successi del network) affiancato da Roberta Capua che sostituì la Ruffo, Dottor Spot con Lillo Perri e il programma giovanile Generazione X con Pierluigi Diaco (quest'ultima trasmissione causò una querelle con Italia 1, che nella stessa annata mandò in onda un programma omonimo condotto da Ambra Angiolini); fu inoltre creata una striscia tardo-pomeridiana dedicata ai ragazzi intitolata Zap Zap (condotta tra gli altri da un esordiente Ettore Bassi e da Guido Cavalleri e Marta Iacopini, questi ultimi due già noti al pubblico giovanile, in quanto avevano condotto insieme per diversi anni l'analogo Ciao Ciao, trasmesso prima su Rete 4 e in seguito su Italia 1), in onda tutti i giorni alle 18:00 che ripropose fondamentalmente varie serie di cartoni animati giapponesi già trasmesse in precedenza da altre reti. Tuttavia, sempre per il pubblico infantile, la rete acquisì anche il diritto di trasmettere alcuni dei cartoni animati della TV satellitare Cartoon Network, che vennero inseriti in un contenitore mattutino dal titolo omonimo, condotto da Emanuela Panatta e Beppe Rispoli.
Tuttavia lo share medio della rete non raggiunse (se non in pochi casi) i livelli sperati, non riuscendo ad affermare il canale come terzo polo TV italiano, tanto per tali scelte editoriali quanto per l'annoso e irrisolto problema delle scarse frequenze e della conseguente copertura territoriale limitata.
Per la stagione 1996-1997 l'emittente si aggiudicò i diritti del campionato italiano di calcio di serie A, strappandoli alla Rai, ma non fornì in tempo utile alla Lega Calcio le fideiussioni bancarie a garanzia del pagamento dei diritti. Dopo una serie di diatribe e accordi, alla rete fu concesso di trasmettere, grazie allo scorporo in più pacchetti dei diritti in chiaro, la visione dei gol del campionato dalle 19:00 alle 20:30, in concorrenza però con i telegiornali che possono trasmetterli ugualmente. Sul fronte calcistico fu comunque trasmesso un trofeo internazionale, la Coppa d'Africa.
Altri punti di forza della programmazione sportiva del periodo furono Il processo di Biscardi del lunedì sera, tornato nel frattempo da TMC 2 alla rete ammiraglia, Goleada (versione aggiornata di Galagoal) di Massimo Caputi (anch'esso in precedenza trasmesso da TMC 2), nella prima edizione affiancato da Martina Colombari, nella seconda da Ela Weber e nella terza dalla calciatrice e allenatrice Carolina Morace, le gare di Coppa del Mondo di sci alpino, il campionato italiano di Superturismo commentato da Giovanni Di Pillo, la rubrica Crono - Tempo di motori di Renato Ronco. 
Il 12 febbraio 1997, per la terza volta (le prime due furono nel 1996 con Mediaset), una rete privata trasmise in chiaro e in esclusiva una partita di calcio della nazionale italiana valida per la qualificazione al campionato mondiale, Inghilterra-Italia, vinta dagli azzurri per 1-0. Il riscontro di pubblico ottenuto, in linea con quello delle altre partite della nazionale, pose il problema della validità del palinsesto attraverso cui l'emittente cercò di scalfire il duopolio televisivo, al di là del problema irrisolto della limitata copertura territoriale.
Dalla primavera del 1997 tornò Wilma De Angelis, uno dei volti storici dell'emittente e già conduttrice negli anni ottanta della rubrica di cucina Sale, pepe e fantasia, con un programma mattutino intitolato Due come voi, condotto insieme a Benedicta Boccoli.
Nell'autunno 1998 il palinsesto fu nuovamente rinnovato con programmi che cercano di catturare un pubblico più profilato. Grazie a questo ennesimo cambiamento di linea editoriale arrivarono l'ex annunciatrice della Rai, Ilaria Moscato (con il contenitore del mattino Casa, amore e fantasia), il visagista Diego Dalla Palma (con Questione di stile), mentre Alain Elkann, conduttore del fortunato spazio Due minuti un libro, fu promosso conduttore di un talk show domenicale, Il caffè della domenica, che contrapponeva le chiacchiere di un salotto chic a quelle di un bar popolare. Rita Forte fu inaspettatamente trasformata in presentatrice (con Forte fortissima).
Un anno prima Antonio Lubrano accettò il passaggio al canale diventando direttore di TMC News, il telegiornale della rete italo-monegasca, e conducendo la striscia quotidiana di servizio Candido. Biagio Agnes fu nominato direttore del canale ma oltre ad aprire i nuovi studi e a riproporre lo storico programma di medicina Check up, ribattezzato Check up-salute condotto da Annalisa Manduca, non riuscì a risollevare il palinsesto poco competitivo del canale. L'emittente fu allora affidata a Sonia Raule e Rita Rusić, all'epoca moglie del proprietario Vittorio Cecchi Gori e produttrice cinematografica di successo; in tale periodo ebbe un certo riscontro lo spazio di divulgazione Stargate - Linea di confine, ispirato agli omonimi film e serie TV condotto da Roberto Giacobbo. Il 10 marzo 2000 alle 23:10 fu trasmessa la prima puntata del telefilm cult Sex and the City con Sarah Jessica Parker, inserito all'interno di un talk-show femminile intitolato Sesso, parlano le donne condotto da Anna Pettinelli, che faceva da cornice alla serie.
Nello stesso anno venne chiusa la sede centrale di trasmissione a Monte Carlo, in conseguenza dell'intenzione dell'emittente di voler irradiare il segnale dall'Italia nella prossima stagione televisiva. Ciò comportò il licenziamento di tutti i dipendenti che vi lavoravano. La loro protesta si fece sentire con una schermata televisiva apparsa su tutte le frequenze di Telemontecarlo il 30 maggio del 2000 dalle ore 20:05 alle ore 20:33, in cui si spiegava la ragione dell'interruzione delle trasmissioni:
(Schermata di protesta dei dipendenti di TMC apparsa per protestare contro la chiusura della sede monegasca)
Fino all'estate di quell'anno Telemontecarlo veniva trasmessa facendo partire il segnale dalle sedi di Milano e Roma e inviandolo in frequenza di servizio al trasmettitore della sede di Monaco, da cui poi raggiungeva il Principato, la Francia meridionale e l'Italia. Questo sistema veniva utilizzato per conservare lo status giuridico di televisione estera, quindi di canale monegasco. Dopo tale fatto la rete televisiva venne messa in onda direttamente da Roma (ormai da anni nella sede di Milano non veniva prodotto più nulla) e fino all'ultimo si fece chiamare con la sola sigla TMC e non più Telemontecarlo (anche se il pubblico e la stampa continuavano a chiamarla in entrambi i modi), perdendo così definitivamente la connotazione di rete monegasca e diventando emittente italiana a tutti gli effetti.
La sede di Monaco restò aperta ancora per qualche mese, per via del fatto che la rete doveva trasmettere i campionati di calcio europei di Belgio e Paesi Bassi del 2000.

### La gestione Telecom Italia Media e la trasformazione in LA7 (2000-2001)
Il 6 agosto 2000, Cecchi Gori, dopo un mese e mezzo di lunghe trattative seguite al sorgere di difficoltà economiche, cedette TMC e TMC 2 a Seat Pagine Gialle, di Telecom Italia. La nuova proprietà decise che, per rilanciare una volta per tutte il canale, c'era bisogno di adottare una veste e un nome del tutto nuovi così da renderlo in grado di competere con i canali nazionali principali dell'epoca (i tre della Rai e i tre di Mediaset). Il nuovo editore intendeva puntare come aveva dichiarato fin dall'inizio a un target giovanile per il rilancio della rete e per questo venne nominato direttore Roberto Giovalli, già direttore di Italia 1. L'ultima stagione venne vissuta come un periodo di transizione, dove vennero confermati i palinsesti decisi in precedenza, ma allo stesso tempo si stava lavorando a un progetto di una nuova TV.
In una conferenza stampa tenuta il 3 maggio 2001 alla presenza dell'amministratore delegato Ernesto Mauri e del direttore di rete Roberto Giovalli venne comunicato ufficialmente che TMC sarebbe diventata LA7, e che la nuova rete sarebbe stata lanciata il 24 giugno successivo. Questo cambio di nome era nell'aria perché ormai il marchio Telemontecarlo da tantissimo tempo non corrispondeva più alla realtà che si era venuta a creare, visto che di monegasco non aveva più nulla e quindi non aveva più senso il suo utilizzo.
Iniziò ben presto una campagna acquisti per il nuovo corso dell'emittente, e il più importante fu quello di Gad Lerner, ex direttore del TG1, che il 6 giugno fu nominato nuovo direttore di TMC News e con esso gli furono affidate anche le direzioni della redazione sportiva TMC Sport, e della redazione giornalistica di TMC 2, quest'ultimo incarico assunto il 18 giugno. Molto si investì anche nella campagna pubblicitaria con promo televisivi su entrambe le reti, e con cartelloni per le strade che recitavano lo slogan: LA7 difficile spegnerla. Inoltre nei due mesi precedenti, ogni cinque minuti il logo di TMC iniziava a roteare per alcuni secondi, mostrando quello di LA7, per poi fermarsi e tornare a quello di TMC.
Il 24 giugno di quell'anno, durante il programma di gala dal titolo Prima serata condotto da Fabio Fazio e Luciana Littizzetto dalla discoteca Alcatraz di Milano, si sancì ufficialmente la nascita di LA7 tramite un gesto simbolico compiuto alle ore 22:35, quando i conduttori si misero in collegamento video con la casa di un'arzilla signora settantenne e invitarono lei a premere il tasto 7 del proprio telecomando per fermare così la rotazione del logo TMC-LA7, che cominciò a roteare sullo schermo al momento dell'inizio del programma di gala. Tale gesto voleva rappresentare una sorta di "spartiacque" tra un prima e un dopo diversi tra loro; e così da quel momento TMC divenne ufficialmente LA7. Ma in realtà il logo di TMC venne affiancato al nuovo marchio in alto a destra del teleschermo completamente trasparente. Questa disposizione dei loghi fu fatta per abituare gradualmente il pubblico al nuovo marchio adottato dall'emittente, e dimostrare una sorta di continuità e innovazione allo stesso tempo. Il logo di TMC rimase in video fino alla mezzanotte di domenica 9 settembre 2001 per poi scomparire definitivamente, lasciando visibile solo quello di LA7.
L'archivio di Telemontecarlo è oggi proprietà di LA7, ma non è completo, in quanto manca tutto il materiale realizzato nella sede del Principato di Monaco e in quella di Milano nel periodo che va dal 1974 al 1985, ovvero quando la Telemontecarlo italiana era di proprietà franco-monegasca, perché non è stato ceduto durante la vendita a Rede Globo. Tale materiale è ancora oggi proprietà di Groupe TF1 (società proprietaria della Tele Monte Carlo francese). L'archivio di Telemontecarlo appartenente a LA7 comprende quindi tutto il materiale realizzato dall'autunno 1985 in poi, ovvero alle produzioni andate in onda a partire dall'inizio della gestione di Rede Globo, che venivano realizzate in prevalenza dalla sede romana di via della Balduina (inaugurata proprio all'inizio della gestione brasiliana del canale) e in misura minore da quella monegasca e da quella milanese. Il motivo della mancanza del materiale della prima gestione è dovuta anche al fatto che le trasmissioni realizzate a Milano erano solo registrate, mentre per la messa in onda si portava la cassetta in automobile fino a Monte Carlo per poi essere da lì irradiata e poi inserita dunque nell'archivio della suddetta sede.
L'unico detentore e depositario del nome Tele Monte-Carlo è il canale di lingua francese perché quello in lingua italiana, fin dalla sua nascita, era solo una filiale del primo e la sua vera ragione sociale era TVI-TV Internazionale. Per cui l'emittente, quando, durante gli ultimi mesi della gestione Cecchi Gori Group e con l'inizio della gestione Telecom Italia Media, cessò di trasmettere dal territorio monegasco, per continuare a utilizzare il marchio Tele Monte Carlo in Italia dovette pagare i diritti al canale di lingua francese di comproprietà del Governo del Principato di Monaco e di TF1, in base a un accordo siglato in precedenza con le autorità monegasche. Il pagamento di questi diritti cessò quando l'emittente cambiò nome in LA7.

## Editori
| Nome                                 | Periodo   |
| ------------------------------------ | --------- |
| Henri de France                      | 1974-1985 |
| Roberto Marinho                      | 1985-1993 |
| Carlo Maria Colombo                  | 1993-1995 |
| Vittorio Cecchi Gori                 | 1995-2000 |
| Roberto Colaninno Lorenzo Pellicioli | 2000-2001 |

## Direttori

### Generali
| Nome                   | Periodo   |
| ---------------------- | --------- |
| Henri Dolbois          | 1974-1977 |
| Michel Bassi           | 1977-1981 |
| Gérard Eymery          | 1984-1985 |
| Roberto Irineu Marinho | 1985-1993 |
| Emmanuele Milano       | 1993-1995 |
| Stefano Balassone      | 1995-1996 |
| Riccardo Piccioli      | 1996-1997 |
| Biagio Agnes           | 1997-1999 |
| Rita Rusić             | 1999-2000 |
| Ernesto Mauri          | 2000-2001 |

### Palinsesto
| Nome                    | Periodo   |
| ----------------------- | --------- |
| Jacques Antoine         | 1974-1976 |
| Josette Cauvigny        | 1976-1978 |
| Paolo Limiti            | 1978-1980 |
| Ettore Andenna          | 1980-1981 |
| Michel Lacroix          | 1981-1985 |
| Herbert Fiuza           | 1985-1993 |
| Andrea Melodia          | 1993-1995 |
| Michele Franceschelli   | 1995-1997 |
| Brando Giordani         | 1997-1998 |
| Rita Rusić (ad interim) | 1999-2000 |
| Sonia Raule             | 2000      |
| Roberto Giovalli        | 2000-2001 |

## Sede e centri di produzione
- Principato di Monaco: Boulevard Princesse Charlotte, 16; sede storica e legale dell'emittente dove si trovava l'emissione del segnale con la regia centrale della messa in onda di tutte le trasmissioni e dove venivano realizzate le produzioni relative alla programmazione motoristica e dove in origine si realizzava il telegiornale. Dopo il 2000 l'edificio, oramai rimasto vuoto, è stato abbattuto per far posto alla costruzione di un albergo Novotel. La Télé Monte Carlo e la Radio Monte-Carlo francesi si sono poi trasferite nella nuova sede situata al porto e più precisamente alla banchina Quai Antoine 1er (località La Condamine)[19].
- Milano: Viale Coni Zugna, 50; inaugurata nel 1976 prima dell'apertura della sede romana era questa la sede-avamposto dell'emittente monegasca in Italia, dove si registravano alcune trasmissioni e soprattutto gli spazi di approfondimento di Indro Montanelli che affiancavano il notiziario realizzato negli studi di Monte Carlo. In seguito, dopo l'apertura del centro di produzione TV romano, questa sede rivestirà un ruolo sempre più marginale. Questa sede è stata chiusa definitivamente nel 2001 e nel 2002 è stata riconvertita in un cinema multisala.
- Roma: Piazza della Balduina, 48 - 49; sede operativa inaugurata nel 1986 con tanto di studi e Direzione dove venivano realizzati il telegiornale e la maggior parte delle produzioni televisive. Dal 2003, la struttura è stata riconvertita in un supermercato[20].
- Roma: Via Umberto Novaro, 32, traversa di via Teulada; moderno centro di produzione inaugurato nel 1998, in precedenza sede della Lazio, e fortemente voluto dal Direttore Generale Biagio Agnes. Questo è ancora oggi il principale centro di produzione TV di LA7, situato accanto allo storico CPTV della Rai.

## Emittenti ripetitrici
Telemontecarlo per trasmettere sul territorio italiano aveva un trasmettitore sul Monte Agel in territorio francese (ma l'impianto godeva della extraterritorialità) rivolto verso l'Italia e che sovrasta il Principato di Monaco (canale UHF 35) e delle emittenti che ne ripetevano il segnale. Ecco una lista incompleta delle emittenti del Consorzio Tele Monte-Carlo:
- Tele Radio Bologna
- TeleMondo
- Videospezia Canale 56
- Diffusione Europea 1
- RTA Radio Tele Antenna
- Canale 34 Telenapoli
- TeleOggi
- RTA Radio Tele Agro
- Canale 6
- Canale 21 Roma
- Video Reporter
- Canale 1 Taranto (poi Publivideo Taranto)
- Teleregione Puglia
- Teledue
- BRT TeleBasilicata
- Teletna
- Antenna Sicilia
- TeleColor
- TGS 2 Tele Giornale di Sicilia
- Tele Effe[senza fonte]
- Telestars, Mongrassano (CS)

## Palinsesto

### Prima fase (1974-1985)
- Le notizie del "Giornale nuovo", telegiornale della rete condotto da Antonio Devia e Roberto Biasiol con gli editoriali di Indro Montanelli e Mario Cervi (in seguito diventato Notizie Flash prima e TMC News poi)
- Un peu d'amour, d'amitié et beaucoup de musique. programma musicale condotto da Jocelyn Hattab e Sophie Cauvigny
- Paroliamo, quiz pomeridiano condotto da Lea Pericoli (poi passato su Rai 2)
- Puntosport, programma d'approfondimento sportivo condotto da Gianni Brera
- Montecarlo sera, programma d'approfondimento giornalistico condotto da Luisella Berrino
- L'oroscopo di domani, rubrica di oroscopi
- Telemattina, condotto da Ettore Andenna
- Telemenù, programma di cucina condotto da Wilma De Angelis, in seguito intitolato Sale, pepe e fantasia
- Stasera mi sento milionaria, varietà condotto da Sandra Mondaini
- Grey Street, programma musicale condotto il mercoledì in prima serata nella stagione 1981/82 da Amanda Lear
- Torti in faccia, talk show condotto da Gianfranco Funari (poi riproposto su Raidue)
- I mostri
- Bim bum bambino
- Rugby-Time, programma sportivo sul mondo del Rugby
- Vita da strega
- Star Trek
- Quiz serali, precedenti il notiziario tra i quali Gli affari sono affari e Il buggzzum, condotti da Roberto Arnaldi, Facciamo un affare condotto da Walter Chiari e Scusi, le faccio un assegno? con Ettore Andenna.

#### Trasmissioni della RAI e delle televisioni private replicate su Telemontecarlo
- A tutto gag
- Tutto compreso
- Fresco fresco
- Ridiamoci sopra
- Videocomic
- Il Pollice
- Video Sera
- Flash
- Drim
- Foto Finish

#### Telefilm della RAI replicati su Telemontecarlo
- Risotto Amaro

### Seconda fase (1985-1993)
- TMC News, telegiornale della rete diretto da Ricardo Pereira e Roberto Quintini (tra i conduttori Teo Bellia, Giovanna Lio, Tiberio Timperi, Alberto Bilà, Annalisa Spiezie, Stefano Bises e Armando Sommajuolo).
- Società a irresponsabilità illimitata, serie televisiva brasiliana prodotta da Rede Globo trasmessa in versione italiana
- Telefilm rivolti a un pubblico giovanile come I misteri di Nancy Drew, Get Smart, Segreti e misteri e Batman.
- Banane, programma comico condotto da Fabio Fazio
- T'amo TV, condotto da Fabio Fazio
- Teste di gomma, programma di satira politica
- Pop Shop, contenitore musicale televisivo pomeridiano condotto da Maria Giulia Sommaiolo
- TV Donna, contenitore condotto dalla giornalista Carla Urban
- Clip Clip contenitore musicale televisivo pomeridiano per giovani condotto da Max De Tommasi e Myriam Fecchi
- L'albero della cuccagna, contenitore pomeridiano per bambini e ragazzi con rubriche e giochi inframezzati da cartoni animati giapponesi (tra cui Il fedele Patrash e molti altri) in onda negli anni ottanta
- Sale, pepe e fantasia, rubrica di cucina condotta da Wilma De Angelis
- Varie telenovelas e vari telefilm brasiliani trasmessi in versione italiana tra cui Adamo contro Eva, Dancin' Days, Giungla di cemento, Anarchici grazie a Dio, Happy End, Scacco alla mafia, Mamma Vittoria, Potere, Roxana Banana, Lampiao e Maria Bonita, Agua Viva e molti altri.
- La più bella sei tu, programma musicale (successo che ha raggiunto le tre edizioni) di e con Luciano Rispoli e Laura Lattuada
- Attenti al dettaglio, gioco con Alessia Marcuzzi
- Amici mostri, programma per ragazzi condotto da Alessia Marcuzzi e Mauro Serio in onda nel 1992-93
- I.T., programma d'approfondimento condotto da Mino Damato
- Novantatré, show condotto da Umberto Smaila e Alessia Marcuzzi
- Appunti disordinati di viaggio, programma a contenuto turistico condotto da Andrea Gris (poi passato su Odeon TV)
- Corpo a corpo, talk show condotto da Alba Parietti
- Tre donne intorno al coro, varietà condotto da Susanna Agnelli, Athina Cenci e Alba Parietti
- Qui si gioca, programma sportivo con José Altafini
- Galagoal, programma sportivo condotto da Massimo Caputi e Alba Parietti
- Ho fatto 13!, condotto da Luciano Rispoli
- Settimo squillo, varietà condotto da Remo Girone e Paola Perego
- Quando c'è la salute, programma di medicina condotto da Paola Perego (nella prima edizione) affiancata poi da Tiberio Timperi (nella seconda edizione)
- Festa di compleanno, varietà di seconda serata condotto da Loretta Goggi e in seguito da Gigliola Cinquetti
- A pranzo con Wilma, programma culinario con ospiti del day time condotto da Wilma De Angelis
- Out-officina, varietà di seconda serata condotto da Umberto Smaila

### Terza fase (1993-1995)
- TMC News, diretto da Sandro Curzi
- Appunti disordinati di viaggio, con Andrea Gris (poi passato su Odeon TV)
- Galagoal, programma sportivo con Massimo Caputi
- Tappeto volante, talk show con Luciano Rispoli e Melba Ruffo
- Domino, settimanale di attualità e cultura condotto da Corrado Augias
- Verde Fazzuoli, programma naturalistico con Federico Fazzuoli
- The Lion Trophy Show, gioco interattivo con Emily De Cesare
- T.R.I.B.U., programma interattivo giovanile con Massimo Sangermano e Gegè Telesforo
- Tesori di famiglia, programma culturale con Armando Sommajuolo, Irene Papas, Stefano Disegni e Valerio Massimo Manfredi

### Ultima fase (1995-2001)

#### Informazione e approfondimento
- TMC News, diretto da Antonio Lubrano, poi da Ivano Santovincenzo (fino al 17 giugno 2001) e infine da Gad Lerner (dal 18 al 24 giugno 2001, ultima settimana di trasmissioni di TMC).
- Candido, rubrica di TMC News condotta da Antonio Lubrano.
- La settimana di Montanelli, programma d'approfondimento con Indro Montanelli.

#### Intrattenimento
- Forte fortissima, varietà con Rita Forte.
- Il grande gioco del mercante in fiera, gioco condotto da Jocelyn Hattab, Sabrina Salerno, Simona Tagli, Angela Melillo ed Anna Valle.
- No zapping, programma comico condotto da Salvatore Marino.
- The Lion Trophy Show, gioco interattivo condotto da Emily De Cesare e in seguito da Adriana Volpe (poi passato a TMC 2 con il titolo Lion Network).
- Retromarsh!!!, varietà comico condotto da Gianfranco D'Angelo e Cinzia Leone.
- Sei Forte varietà con Toto Cutugno.
- Semaforo giallo, varietà condotto da Paola Saluzzi.
- Stargate - Linea di confine, programma culturale condotto da Roberto Giacobbo (poi trasmesso per alcuni anni anche su LA7).

#### Talk-show
- Casa, amore e fantasia, contenitore mattutino del 1998-99 con Ilaria Moscato.
- Check-up salute, programma di salute con Annalisa Manduca.
- Due come voi, contenitore mattutino del 1997-98 con Wilma De Angelis e Benedicta Boccoli.
- Goleada, programma sportivo condotto da Massimo Caputi e Martina Colombari, poi sostituita da Ela Weber e poi da Carolina Morace (proveniente da TMC 2).
- Generazione X, programma d'approfondimento sul mondo giovanile condotto da Pierluigi Diaco
- Il caffè della mattina, talk show domenicale con Alain Elkann.
- Il processo di Biscardi, programma sportivo con Aldo Biscardi (proveniente da TMC 2, poi trasmesso anche su LA7 fino al 2006).
- Questioni di stile, programma di bellezza con Diego Dalla Palma.
- Sesso, parlano le donne, talk show sul sesso e la sessualità femminile condotto da Anna Pettinelli
- Strettamente personale, talk show sentimentale condotto da Marco Balestri (poi trasmesso brevemente anche in radio, su R101)
- Tappeto volante, talk show con Luciano Rispoli e Roberta Capua (poi passato, con la trasformazione di TMC in LA7, su Odeon TV).

#### Film e serie tv
- I magnifici di TMC, ciclo di film in onda in seconda serata
- Sex and the City
- Stargate SG-1

#### Tv dei ragazzi
- Droopy.Nel Mgm 34-67 Cortometraggi episodi e Anche Personaggi Happy Harmonies L'orso Barney George e Junior Scogliattolo Picchiatello Bibi e Bobo Bosko Molti Altri Nella Meravigliosa Animata Puntata Magico Mondo Mgm Di Droopy e i Suoi Amici
- Cartoon Network, contenitore di cartoni animati della mattina condotto da Emanuela Panatta e Beppe Rispoli (repliche trasmesse la domenica in fascia mattutina, le puntate inedite andavano in onda su TMC 2).
- Zap Zap, contenitore per bambini e ragazzi del pomeriggio condotto da Ettore Bassi, Guido Cavalleri e Marta Iacopini.

## Annunciatrici
Anche Telemontecarlo sulla falsariga di Rai e Mediaset ha avuto le proprie annunciatrici: Loredana Bolis e Liliana Dell'Acqua negli anni settanta, a cui si aggiunsero Cinzia Sgambati, Tiziana Arona, Raffaella Bragazzi e Sissi Carullo nei primi anni ottanta.
Poi, nel 1986, con il passaggio alla brasiliana Rede Globo, il network adottò un formato più americano che europeo e lo spazio della signorina buonasera fu abolito.
In seguito, nel 1996, con l'avvento della gestione Cecchi Gori Group, la figura dell'annunciatrice venne ripristinata con Paola Rota (che in precedenza aveva svolto tale mansione sulla syndication Odeon TV), poi sostituita nel 1999 da Athama Martelli e Lara Barbara Bernardi, ultime due signorine buonasera di Telemontecarlo, attive fino al 2001, anno della "chiusura" del canale. Dal 2001, con la trasformazione di TMC in LA7, la figura della signorina buonasera venne infatti definitivamente cancellata.

## Loghi

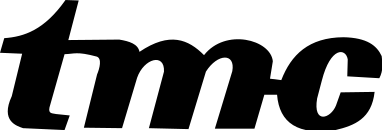
5 agosto 1974 - 13 marzo 1981
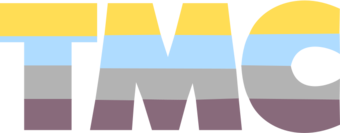
13 marzo 1981 - 4 agosto 1985
4 agosto 1985 - 19 luglio 1995
19 luglio 1995 - 24 giugno 2001